# Klövsjö
Klövsjö ist ein Ort (Tätort) in der Gemeinde Berg in Jämtlands län in Schweden. Der Ort liegt etwa 25 Kilometer südlich vom Hauptort der Gemeinde Berg, Svenstavik, entfernt.
Durch den Ort führt der Länsväg 316. Die beiden Bahnhöfe der Inlandsbahn Röjan und Kvarnsjö sind etwas mehr als zehn Kilometer von Klövsjö entfernt. Ein Skigebiet sowie das von Vemdalen befinden sich in der Nähe von Klövsjö. Der Ort liegt am Ufer des Klövsjön.

## Bildergalerie

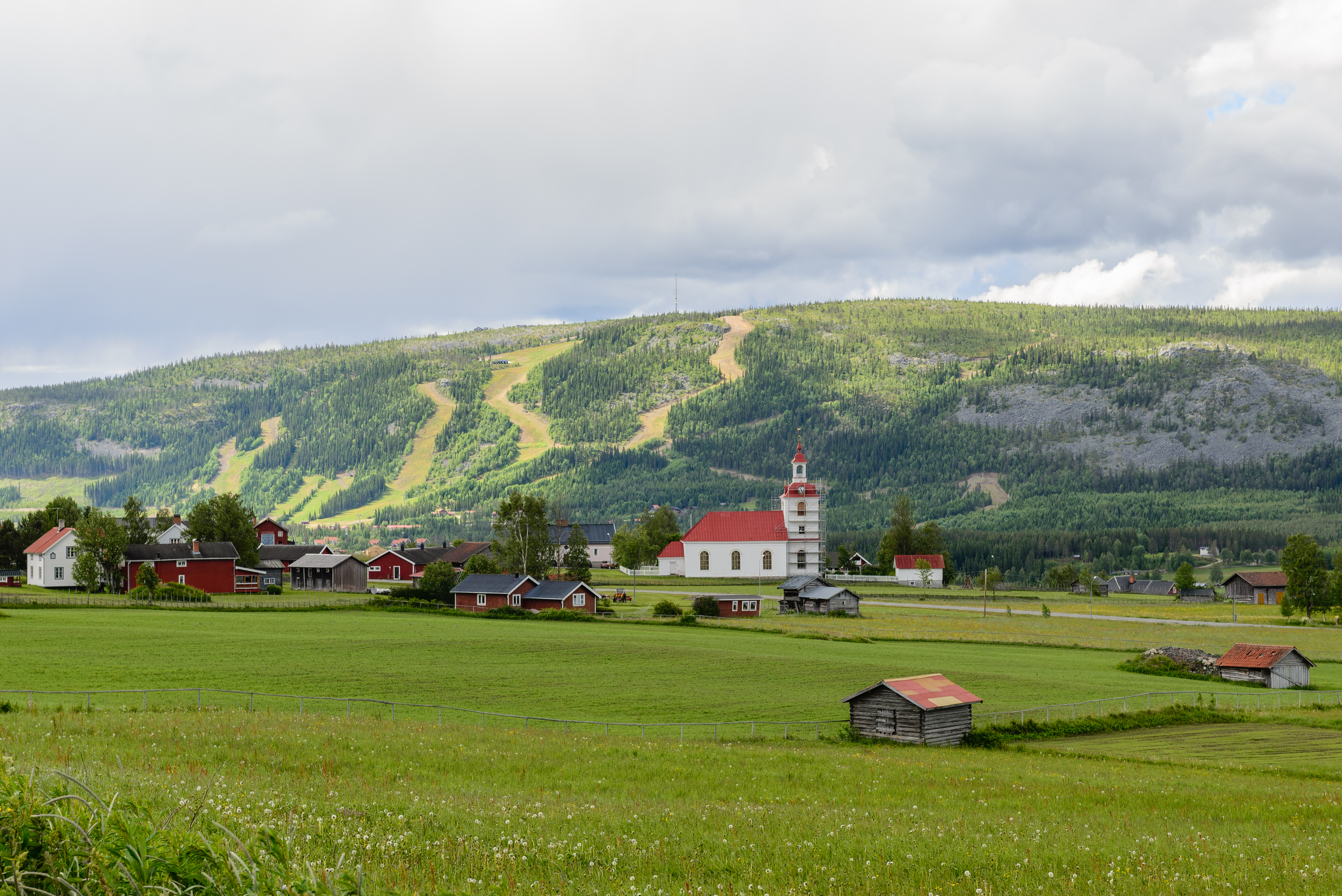
Blick über Klövsjö
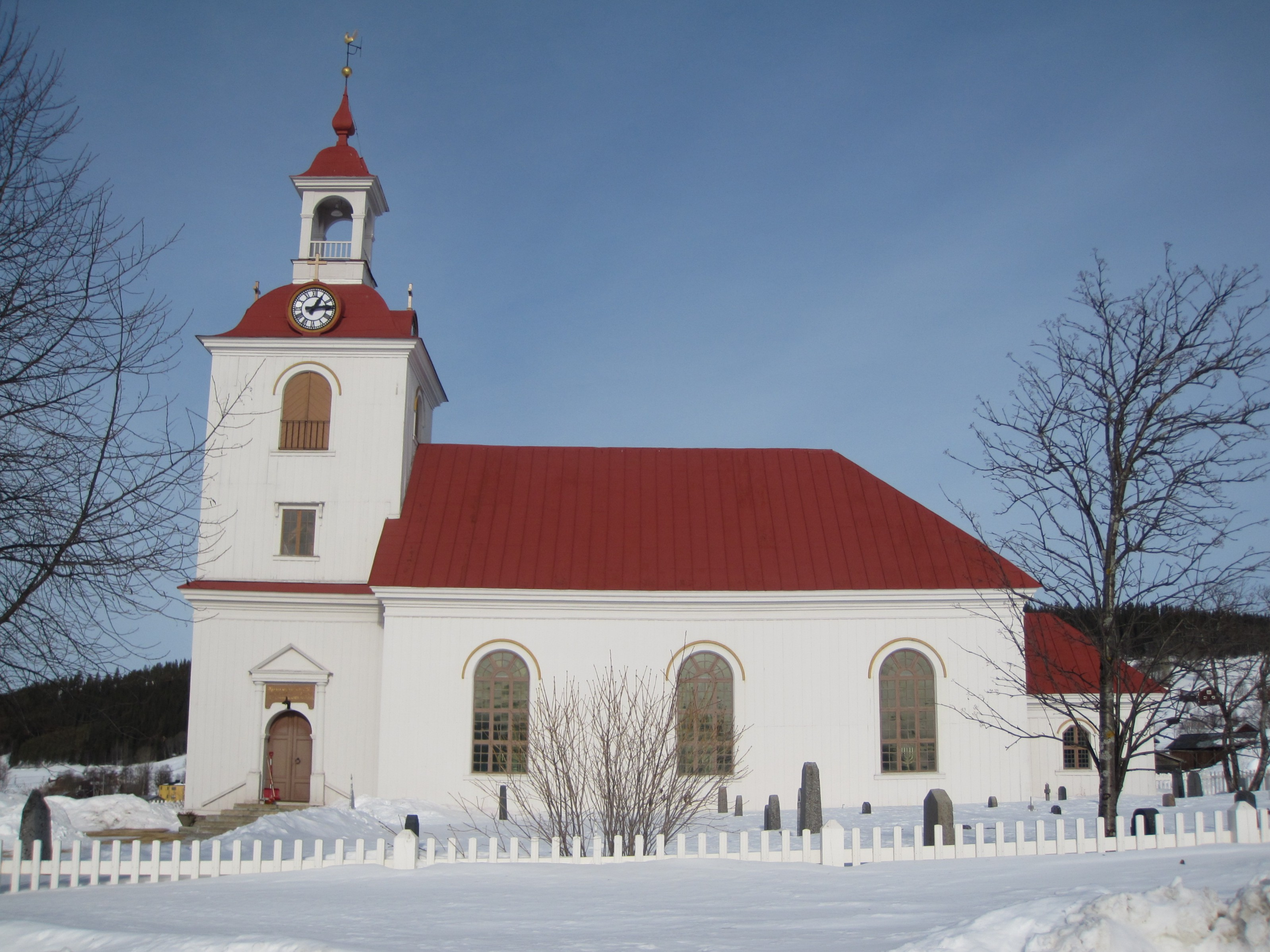
Die Kirche
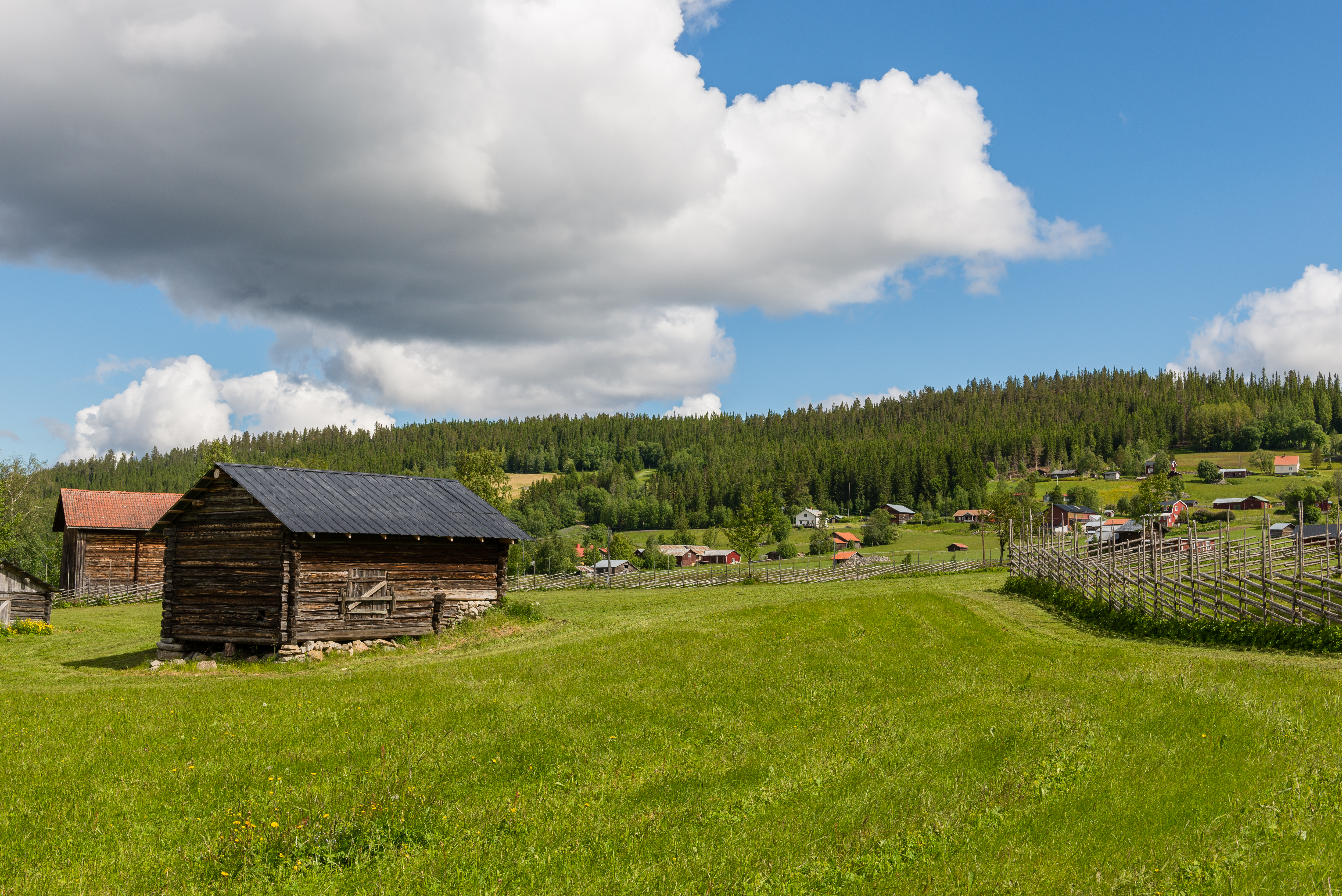
Andere Ansicht